# Петров, Алексей Владимирович (хоккеист, 1978)
Алексей Владимирович Петров (род. 21 марта 1978, Челябинск) — российский хоккеист, нападающий. Функционер.

## Биография
Воспитанник ДЮСШ «Трактор» Челябинск, тренеры В. А. Угрюмов, Г. И. Иконников.
Выступал за команды «Надежда» Челябинск (1995/96), «Юниор-Т» Курган (1996/97 — 1997/98), «Трактор» (1997/98, 1999/2000, 2003/04), «Ижсталь» Ижевск (1998/99, 2004/05), «Мечел» Челябинск (2000/01 — 2002/03, 2005/06, 2009/10), «Казахмыс» Сатпаев, Казахстан и «Зауралье» Курган (2006/07), «Газовик» Тюмень (2007/08 — 2008/09), «Молот-Прикамье» Пермь (2008/09).
В Суперлиге провёл 95 матчей.
Администратор ХК «Белые Медведи» (2012), исполнительный директор ХК «Челмет» (2012—2014), заместитель директора, спортивный директор (2014—2017), заместитель генерального директора (2017—2019, с 2022) ХК «Трактор».